# Мосципанов Максим Климентович
Мосципанов Максим Климентович  (бл. 1743 — бл. 1800) — провінційний український архітектор доби Гетьманщини (кінець 18 ст). Працював в чернігівських маєтках військового губернатора Петра Рум'янцева-Задунайського (1725—1796).
Напис прізвища в 18 столітті ще небув сталим, тому прізвище пишуть як Мосьципанов і Мосцепанов. У Олександра Оглоблина — Мосціпанов.

## Життєпис
Старший син у родині писаря Кролевецької сотні Клима Мосціпанова, який дослужився до чину бунчукового товариша (1781). Максим закінчив Чернігівський колегіюм. З 1759 — військовий канцелярист Малоросійської скарбниці у Глухові.
1763 — з дозволу Гетьмана Кирила Розумовського «опреділен в обученіе для націи малороссийской … архітектуры», він потрапив до команди архітектора Андрія Квасова. У Квасова син кролевецького писаря опановував будівельну справу в 1763-1765.
Згодом (з 1766) удосконалював майстерність в школі Василя Баженова в Московії — особи, наближеної до кола новгород-сіверських автономістів. З 1773 став городничим міста Короп однойменної сотні Ніжинського полку.
Зафіксована праця архітектора-практика в садибі Качанівка московського генерал-губернатора Петра Рум'янцева-Задунайського (проект архітектора Карла Бланка, перебудований в 19 столітті). Пізніше, в 1782–1787 роках, працював над створенням садиби і парку Вишеньки, і, можливо, в сусідніх Черешеньках (остання — знищена). В 1790-ті переведений на добудову Троїцької церкви і дзвіниці в місті Глухів, які розпочав будувати ще Андрій Квасов, що помер 1770 року.
Будівництво по містах Гетьманщини (нетривке, періодичне) не забезпечувало життя і архітектор залишав будівельну справу, заробляв на життя військовою та громадянською службою, зокрема у московській армії.
1797 остання згадка про Максима Мосціпанова, який залишався городничим міста Короп.

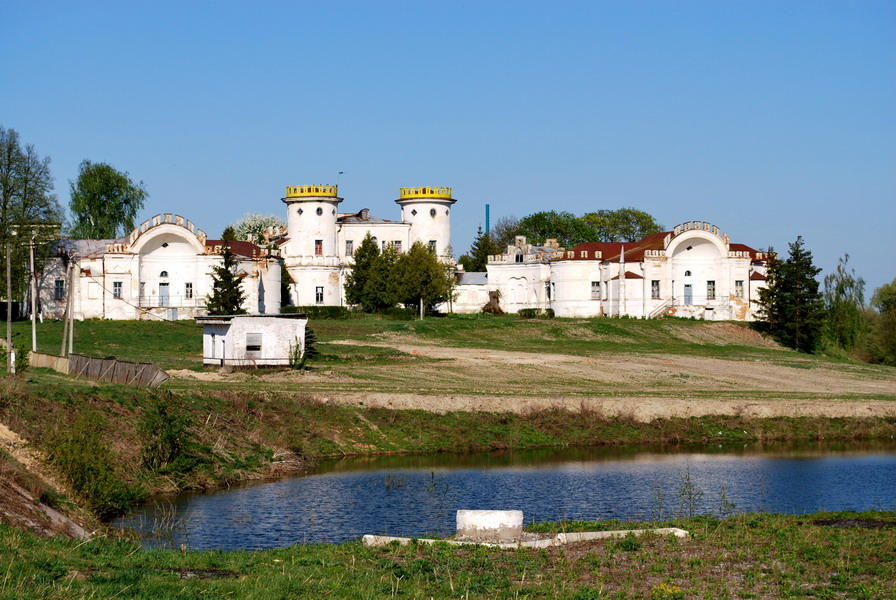
Палац в Вишеньках
Палац в садибі Вишеньки, поземний план
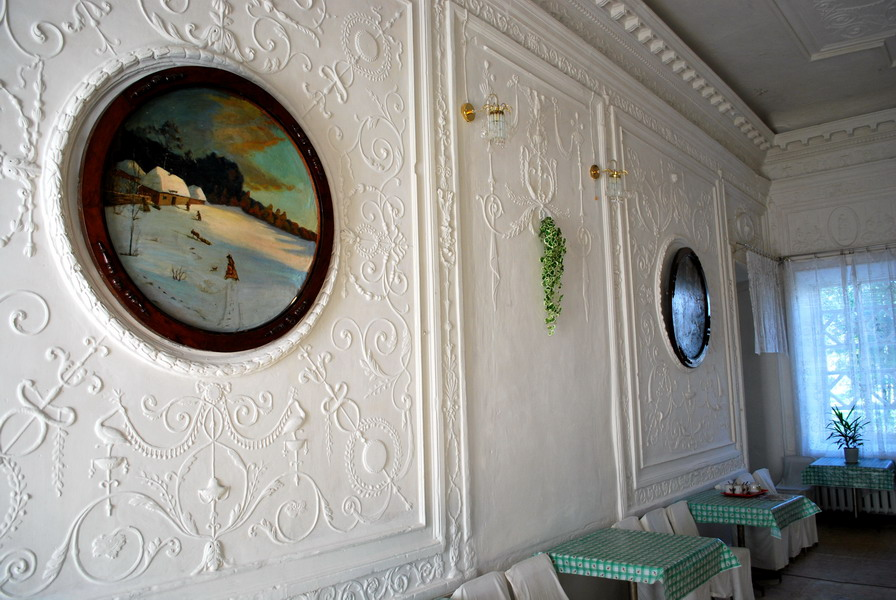
Сучасний інтер'єр палацу Румянцева-Задунайського